# Auguste Desperet
Auguste Desperet ou Desperret, né Étienne Claude Desperet à Lyon le 1er février 1804,   et mort à Paris 6e le 1er mars 1865, est un graveur sur bois, dessinateur, lithographe et collectionneur d’art français.

## Biographie
Il arrive très tôt à Paris où il devient l'élève de Guillaume Lethière. De 1831 à 1840, il collabore à La Caricature et au Charivari, journaux satiriques illustrés dirigés par Philipon, ainsi qu'au Magasin pittoresque. Il s'associe à Grandville dont il grave sur bois une partie des dessins. Après la mort de ce dernier, il est employé à la Chalcographie du Louvre. Passionné par les dessins des artistes de son époque, il rassemble une collection importante de leurs œuvres, qui fut dispersée après lui.
Raoul Deberdt le présente ainsi : « Desperet, au crayon naturellement froid, fut galvanisé par l'ardent Philipon, qui parvint à lui faire produire quelques âpres et curieux dessins satiriques ; notamment la célèbre Course à l'abîme'". » Cette lithographie, parue dans La Caricature du 13 juin 1833 sous le titre Pauvres aveugles, montrait les ministres de Louis Philippe accompagnant leur souverain dans l'abîme.

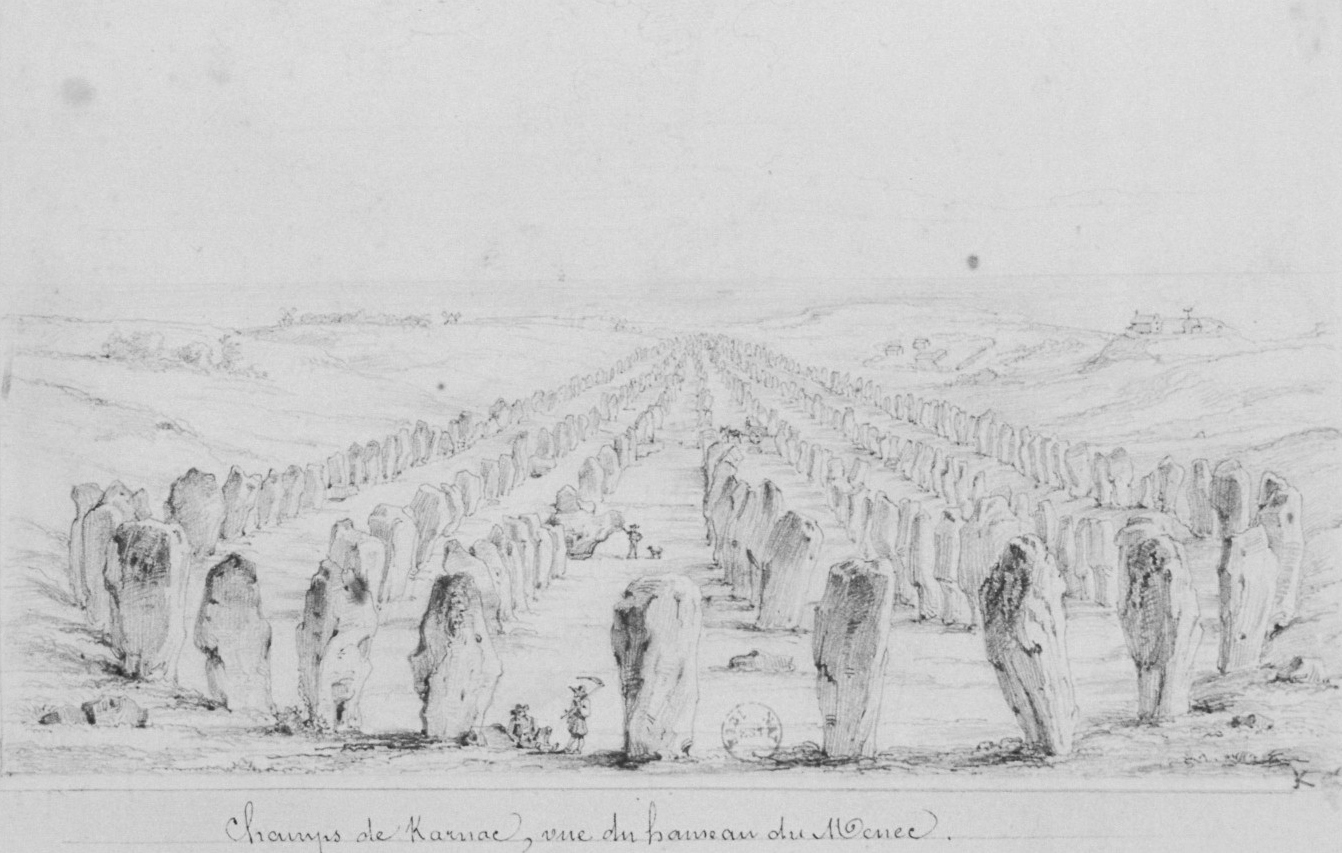
Les alignements du Ménec (à Carnac) dessinés par Auguste Desperet vers 1850